# Mount Vista (Washington)
Mount Vista  est une census-designated place américaine de l'État de Washington dans le comté de Clark. 
La population était de 7 850 habitants en 2010.